# Károly Sándor
Károly Sándor (26. listopadu 1928, Segedín – 10. září 2014, Budapešť) byl maďarský fotbalista.
Hrál na pozici pravého křídla za MTK Budapešť. Byl na MS 1958 a 1962.

## Hráčská kariéra
Sándor hrál na pozici pravého křídla za MTK Budapešť. V lize za něj odehrál 379 zápasů, což je klubový rekord, a dal 182 gólů, což jej v MTK řadí na 2. místo za Hidegkutim.
Za Maďarsko hrál 75 zápasů a dal 27 gólů. Byl na MS 1958 a 1962.

## Úspěchy

### Klub
MTK Budapešť
- Maďarská liga: 1951, 1953, 1957/58
- Maďarský pohár: 1952
- Středoevropský pohár: 1955, 1963